# Qualificazioni alla Coppa d'Asia 2018 (calcio femminile)
Questa voce raccoglie un approfondimento sui risultati degli incontri e sulle classifiche per l'accesso alla fase finale della Coppa d'Asia 2018 (calcio femminile).

## Fase a gironi

### Girone A
| Squadra             | P.ti | G | V | P | S | RF | RS | DR  |
| ------------------- | ---- | - | - | - | - | -- | -- | --- |
| Giordania *         | 15   | 5 | 5 | 0 | 0 | 37 | 3  | +34 |
| Filippine           | 10   | 5 | 3 | 1 | 1 | 18 | 6  | +12 |
| Bahrein             | 8    | 5 | 2 | 2 | 1 | 10 | 8  | +2  |
| Emirati Arabi Uniti | 7    | 5 | 2 | 1 | 2 | 5  | 11 | -6  |
| Tagikistan          | 3    | 5 | 1 | 0 | 4 | 3  | 23 | -20 |
| Iraq                | 0    | 5 | 0 | 0 | 5 | 0  | 22 | -22 |

| Squadra             | Giordania (bandiera) | Filippine (bandiera) | Bahrein (bandiera) | Emirati Arabi Uniti (bandiera) | Tagikistan (bandiera) | Iraq (bandiera) |
| ------------------- | -------------------- | -------------------- | ------------------ | ------------------------------ | --------------------- | --------------- |
| Giordania           | 5 – 1                | —                    | —                  | 6 – 0                          | 10 – 0                | —               |
| Filippine           | —                    | —                    | 1 – 0              | 4 – 0                          | 4 – 0                 | —               |
| Bahrein             | 0 – 6                | —                    | —                  | —                              | 4 – 0                 | 4 – 0           |
| Emirati Arabi Uniti | —                    | —                    | 1 – 1              | —                              | 1 – 0                 | —               |
| Tagikistan          | 2 – 10               | 0 – 8                | —                  | —                              | —                     | —               |
| Iraq                | —                    | —                    | —                  | 0 – 3                          | 0 – 1                 | —               |

- La Giordania in qualità di paese ospitante della fase finale si è qualificata automaticamente indipendentemente dai risultati delle qualificazioni.

### Girone B
| Squadra        | P.ti | G | V | P | S | RF | RS | DR  |
| -------------- | ---- | - | - | - | - | -- | -- | --- |
| Corea del Sud  | 10   | 4 | 3 | 1 | 0 | 21 | 1  | +20 |
| Corea del Nord | 10   | 4 | 3 | 1 | 0 | 18 | 1  | +17 |
| Uzbekistan     | 6    | 4 | 2 | 0 | 2 | 9  | 10 | -1  |
| India          | 3    | 4 | 1 | 0 | 3 | 3  | 25 | -22 |
| Hong Kong      | 0    | 4 | 0 | 0 | 4 | 1  | 15 | -14 |

| Squadra        | Corea del Sud (bandiera) | Corea del Nord (bandiera) | Uzbekistan (bandiera) | India (bandiera) | Hong Kong (bandiera) |
| -------------- | ------------------------ | ------------------------- | --------------------- | ---------------- | -------------------- |
| Corea del Sud  | —                        | 1 – 1                     | 4 – 0                 | —                | —                    |
| Corea del Nord | —                        | —                         | 8 – 0                 | —                | 5 – 0                |
| Uzbekistan     | —                        | 0 – 4                     | —                     | 7 – 1            | —                    |
| India          | 0 – 10                   | —                         | —                     | —                | 2 – 0                |
| Hong Kong      | 0 – 6                    | —                         | 1 – 2                 | —                | —                    |

### Girone C
| Squadra       | P.ti | G | V | P | S | RF | RS | DR  |
| ------------- | ---- | - | - | - | - | -- | -- | --- |
| Thailandia    | 6    | 2 | 2 | 0 | 0 | 7  | 0  | +7  |
| Taipei cinese | 3    | 2 | 1 | 0 | 1 | 5  | 1  | +4  |
| Palestina     | 0    | 2 | 0 | 0 | 2 | 0  | 11 | -11 |
| Libano        | 0    | 0 | 0 | 0 | 0 | 0  | 0  | 0   |
| Guam          | 0    | 0 | 0 | 0 | 0 | 0  | 0  | 0   |

| Squadra       | Thailandia (bandiera) | Taipei cinese (bandiera) | Palestina (bandiera) | Libano (bandiera) | Guam (bandiera) |
| ------------- | --------------------- | ------------------------ | -------------------- | ----------------- | --------------- |
| Thailandia    | —                     | 1 – 0                    | —                    | —                 | —               |
| Taipei cinese | —                     | —                        | 5 – 0                | —                 | —               |
| Palestina     | 0 – 6                 | —                        | —                    | —                 | —               |
| Libano        | —                     | —                        | —                    | —                 | —               |
| Guam          | —                     | —                        | —                    | —                 | —               |

### Girone D
| Squadra   | P.ti | G | V | P | S | RF | RS | DR  |
| --------- | ---- | - | - | - | - | -- | -- | --- |
| Vietnam   | 12   | 4 | 4 | 0 | 0 | 27 | 1  | +26 |
| Birmania  | 9    | 4 | 3 | 0 | 1 | 22 | 2  | +20 |
| Iran      | 6    | 4 | 2 | 0 | 2 | 19 | 8  | -11 |
| Singapore | 3    | 4 | 1 | 0 | 3 | 1  | 20 | -19 |
| Siria     | 0    | 4 | 0 | 0 | 4 | 0  | 38 | -38 |

| Squadra   | Vietnam (bandiera) | Birmania (bandiera) | Iran (bandiera) | Singapore (bandiera) | Siria (bandiera) |
| --------- | ------------------ | ------------------- | --------------- | -------------------- | ---------------- |
| Vietnam   | —                  | 2 – 0               | —               | 8 – 0                | —                |
| Birmania  | —                  | —                   | —               | 6 – 0                | 14 – 0           |
| Iran      | 1 – 6              | 0 – 2               | —               | —                    | —                |
| Singapore | —                  | —                   | 0 – 6           | —                    | 1 – 0            |
| Siria     | 0 – 11             | —                   | 0 – 12          | —                    | —                |